# Alexander Sand
Alexander Sand (* 25. Juni 1928 in Speyer; † 6. März 2013) war ein deutscher katholischer Theologe und Neutestamentler.
Sand wirkte nach der Priesterweihe 1953 als Kaplan in Frankenthal und Pirmasens, als Pfarrer in der Pfälzischen Nervenklinik Landeck, als Subregens im Herzoglichen Georgianum in München und von 1969 bis 1990 als Professor für Exegese und Theologie des Neuen Testaments an der Ruhr-Universität Bochum. Mit der von Josef Schmid angeregten Arbeit Der Begriff Fleisch in den paulinischen Hauptbriefen promovierte er bei Otto Kuss. Er wurde am 13. März 2013 auf dem Hauptfriedhof in Speyer beigesetzt.

## Werke
- Josef Hainz/Alexander Sand (Hrsg.): Münchener theologisches Wörterbuch zum Neuen Testament. Düsseldorf: Patmos-Verlag, 1997. ISBN 3-491-77014-9.
- Alexander Sand (Mitarbeiter, Übersetzer): Das Evangelium nach Matthäus. (Regensburger Neues Testament). Regensburg: Pustet, 1986. ISBN 3-7917-1007-9.
- Alexander Sand: Das Matthäus-Evangelium. Darmstadt: Wissenschaftliche Buchgesellschaft, 1991. ISBN 3-534-10878-7.